# Czernowitzer Morgenblatt
Das Czernowitzer Morgenblatt war eine deutschsprachige Tageszeitung aus der heute in der Ukraine gelegenen Stadt Czernowitz. Die Zeitung wurde 1918 gegründet und erschien bis 1940, also zu einer Zeit, als die ehemals zu Österreich-Ungarn gehörende Bukowina ein Teil Rumäniens war.
Die Zeitung war eine von mehreren großen, deutschsprachigen Zeitungen und richtete sich dementsprechend an die deutschsprachige Bevölkerung von Czernowitz und Umgebung, neben Deutschen (Bukowinadeutsche) waren dies vor allem Juden. Das Morgenblatt wurde aber nicht nur in Czernowitz, sondern in der gesamten Bukowina und auch in anderen Teilen Rumäniens vertrieben. Die Auflage betrug etwa 6.800 Exemplare, in den 1930er-Jahren gab es zusätzlich auch eine Abendausgabe der Zeitung, das „Abendblatt des Czernowitzer Morgenblattes“.
Das Czernowitzer Morgenblatt wurde im Mai 1918 von Elias Eliahu Weinstein und Julius Weber gegründet. Neben Alfred Margul-Sperber schrieben auch Rose Ausländer, Kubi Wohl und Mayer Ebner zeitweise für das Blatt. Wegen einer teils sehr kritischen Berichterstattung über den rumänischen Staat und dessen Rumänisierungspolitik stand die Zeitung mehrfach kurz vor einem dauerhaften Verbot. Ab 1938 wurde die Zeitung dazu gezwungen, auch einen rumänischsprachigen Teil einzuführen. Im Zuge des Zweiten Weltkriegs wurde Czernowitz 1940 von der Sowjetunion (UdSSR) besetzt. Am 28. Juni 1940 endete damit endgültig das Erscheinen des Czernowitzer Morgenblattes. Große Teile der hauptsächlich aus Juden bestehenden, ehemaligen Redaktion kamen ab 1941 durch den Holocaust ums Leben. Der Gründer Julius Weber starb 1942 in einem Lager in Brazlaw, Elias Eliahu Weinstein verstarb 1967 in Frankfurt am Main.